# 西安思源学院
西安思源学院是中華人民共和國陝西省西安市的一所民辦本科高校。学院成立于1998年7月30日，由西安交大產業集團和西安交大旭邦公司投資。學院前身為西安交通大学机械工程学院培訓中心。學院佔地1200畝，建築面積25萬平方米。

## 外部連結
- 官方网站